# Schoenobius endochralis
Schoenobius endochralis là một loài bướm đêm trong họ Crambidae.